# Redwatch
Redwatch é um site britânico, de extrema-direita, com informações pessoais e endereços de opositores políticos e jornalistas.